# Ius variandi
Das Ius variandi ist ein Begriff der lateinischen Rechtssprache und bezeichnet das Recht eines Gläubigers, verschiedene Ansprüche wahlweise geltend zu machen. Es ist das Gegenprinzip zur Bindungswirkung bei einseitigen Gestaltungserklärungen. Besondere Bedeutung kommt dem ius variandi im zivilrechtlichen Gewährleistungsrecht zu. 
So stehen im Kauf- und Werkvertragsrecht folgende Sachmängelgewährleistungsansprüche in elektiver Konkurrenz:
- im Kaufrecht:
  - (zunächst nur) Anspruch auf Nacherfüllung (§ 439 BGB),
  - dann Rücktrittsrecht (§ 440, § 323, § 326 Abs. 5 BGB und die dort genannten Vorschriften),
  - oder Minderung (§ 441 BGB),
  - Anspruch auf Schadensersatz (§ 437 Nr. 3 BGB und die dort genannten Vorschriften),
  - Ersatz vergeblicher Aufwendungen (§ 284 BGB),

- im Werkvertragsrecht:
  - Anspruch auf Nacherfüllung (§ 635 BGB),
  - Anspruch auf Ersatz der Aufwendungen und Vorschuss bei Selbstvornahme (§ 637 BGB)
  - Rücktrittsrecht (§ 634 Nr. 3 BGB und die dort genannten Vorschriften),
  - Minderung (§ 638 BGB),
  - Anspruch auf Schadensersatz (§ 634 Nr. 4 BGB und die dort genannten Vorschriften).

Grundsätzlich ist der Übergang vom Erfüllungsanspruch auf Rücktritt und Schadensersatz möglich, da dessen Geltendmachung nach Auffassung des BGH keine rechtsgestaltende Wirkung hat. Es handelt sich nicht um eine Wahlschuld, bei welcher der Wahl nach § 263 Abs. 2 BGB gestaltende Wirkung zukäme, sondern um sog. „elektive Konkurrenz“. Übt der Gläubiger sein Wahlrecht erst nach Rechtshängigkeit des zunächst geltend gemachten Anspruchs aus, liegt darin keine Klageänderung (§ 264 Nr. 3 ZPO), er muss aber seinen Klagenantrag umstellen.